# Henry Antchouet
Henry Arnaud Antchouet Rebienot (Libreville, 2 d'agost de 1979) és un exfutbolista gabonés, que ocupava la posició de davanter.

## Carrera
Comença la seua trajectòria professional al club local del FC 105 Libreville. Després de passar pel Camerun, dona el salt a Europa al fitxar pel modest Leixões SC portugués. Les seues bones actuacions li possibiliten passar a un conjunt de la màxima categoria lusa, com és el 
CF Os Belenenses. Posteriorment, milita a la competició espanyola amb el Deportivo Alavés, però els pocs mesos retorna a Portugal, recalant al Vitória de Guimarães
Després d'una cessió a l'Aràbia Saudi, s'uneix al Larissa FC grec el gener de 2007, amb qui guanya la Copa de Grècia del 2007. Al juny del 2007 és sancionat amb dos anys per donar positiu per cocaïna en un test anti-dopatge.
Retorna als terrenys de joc a l'agost del 2009, fitxant de nou per un club portugués, en aquest cas, pel GD Estoril-Praia.

## Selecció
Ha estat internacional amb el Gabon en 46 ocasions, tot marcant 15 gols. Hi va participar en la Copa d'Àfrica del 2000.